# Mauro Chiaruzzi
Mauro Chiaruzzi (ur. 13 października 1952 w Chiesanuova) – sanmaryński polityk.
Od 1 października 2002 do 1 kwietnia 2003 pełnił funkcję kapitana regenta San Marino. Od 2 października 2006 do 21 stycznia 2008 był członkiem Zgromadzenia Parlamentarnego Rady Europy. Od 9 lipca 2008 do 4 grudnia 2008 był ministrem spraw wewnętrznych San Marino. Zna język francuski. Jest członkiem Partito dei Socialisti e dei Democratici.
W 2002 otrzymał rumuński Łańcuch Orderu Gwiazdy Rumunii.